# Humble (Texas)
Humble es una ciudad situada en el condado de Harris, Texas, Estados Unidos. Tiene una población estimada, a mediados de 2023, de 16 237 habitantes.
Integra el área metropolitana de Houston. 
Parte de la ciudad está en el área de influencia del Aeropuerto Intercontinental George Bush, por lo que numerosos hoteles de cadenas internacionales se han instalado en la zona (Ramada, Holiday Inn, Radisson, etcétera).

## Geografía
La localidad está ubicada en las coordenadas 29°59′18″N 95°15′52″O / 29.98833, -95.26444 (29.988207, -95.264356). Según la Oficina del Censo, tiene una superficie total de 25.81 km², de la cual 25.67 km² corresponden a tierra firme y 0.14 km² están cubiertos de agua.

## Demografía

### Censo de 2020
Según el censo de 2020, en ese momento la localidad tenía una población de 16 795 habitantes. La densidad de población era de 654.27 hab./km².
| Raza                   | Núm.   | Porc.  |
| ---------------------- | ------ | ------ |
| Blancos                | 5187   | 30.9%  |
| Afroamericanos         | 4691   | 27.9%  |
| Amerindios             | 209    | 1.2%   |
| Asiáticos              | 417    | 2.5%   |
| Isleños del Pacífico   | 250    | 1.5%   |
| De otras razas         | 3151   | 18.8%  |
| De una mezcla de razas | 2890   | 17.2%  |
| Total                  | 16 795 | 100.0% |

Del total de la población, el 42.82% eran hispanos o latinos de cualquier raza.